# L 168-9
L 168-9あるいはTOI-134は、きょしちょう座の方向に太陽から約82.1光年の距離にある恒星である。
見かけの等級が11等の赤色矮星で、その周りを1つの太陽系外惑星が回っていることがわかっている。

## 特徴
| 太陽 | L 168-9   |
| ---- | --------- |
| 太陽 | Exoplanet |

L 168-9は、太陽系近傍の赤色矮星で、スペクトル型はM1 Vに分類され、赤色矮星の中ではかなり明るくみえる部類である。質量と半径は、太陽の6割程度、光球面の有効温度は約3,800 Kで、光度は太陽のおよそ7%と推定されている。自転周期は、およそ30.7日と求められている。L 168-9は、広視野赤外線探査機（WISE）の観測結果から赤外超過が調べられているが、赤外超過の検出は不確かで、周囲に残骸円盤はないものとみられる。

## 惑星系
2020年、TESSの観測により、L 168-9の手前を別の天体が通過して減光する様子が検出された。地上の大望遠鏡による測光観測、撮像観測、高精度の視線速度測定と合わせて、通過した天体が地球の4.6倍程度の質量を持つスーパーアースであることがわかった。
この惑星L 168-9 bあるいはTOI-134.01は、半径が地球の1.4倍程度で、1.4日周期でL 168-9の周りを公転している。L 168-9 bの密度は、地球のおよそ1.7倍に上り、既知のスーパーアースの中で特に高密度な惑星の1つであることから、ジェイムズ・ウェッブ宇宙望遠鏡が観測を計画している地球型惑星の中でも優先目標の1つとされている。
| 名称 （恒星に近い順） | 質量           | 軌道長半径 （天文単位） | 公転周期 (日)     | 軌道離心率 | 軌道傾斜角      | 半径           |
| --------------------- | -------------- | ----------------------- | ----------------- | ---------- | --------------- | -------------- |
| b (Qingluan)          | 4.60 ± 0.56 M⊕ | 0.02091 ± 0.00024       | 1.40150 ± 0.00018 | < 0.21     | 85.5 +0.8 −0.7° | 1.39 ± 0.09 R⊕ |

## 名称
2022年、ジェイムズ・ウェッブ宇宙望遠鏡の優先観測目標候補となっている太陽系外惑星のうち、20の惑星とその親星を公募により命名する「太陽系外惑星命名キャンペーン2022（NameExoWorlds 2022）」において、L 168-9とL 168-9 bは命名対象の惑星系の1つとなった。このキャンペーンは、国際天文学連合（IAU）が「持続可能な発展のための国際基礎科学年（IYBSSD2022）」の参加機関の一つであることから企画されたものである。2023年6月、IAUから最終結果が公表され、L 168-9はDanfeng、L 168-9 bはQingluanと命名された。Danfeng（簡体字: 丹凤）は赤い鳳凰のことで、古代中国の伝説で幸運を象徴する霊鳥である。Qingluan（簡体字: 青鸾）は、『山海経』に登場し、妖の乗りものとされる青い霊鳥で、愛の声を伝える使者としても知られる。